# Yee-Sin Leo
Yee-Sin Leo (China, 1958 o 1959) es una médica de Singapur, directora ejecutiva del Centro Nacional de Enfermedades Infecciosas e investiga enfermedades infecciosas emergentes. Estuvo a cargo de la respuesta de Singapur a varios brotes, incluidos Nipah, SARS y COVID-19. En 2020, fue seleccionada como una de las 100 Women de la BBC.

## Trayectoria
Se licenció en la Universidad Nacional de Singapur. Obtuvo su maestría en medicina en 1989. Fue médica residente en el Hospital Tan Tock Seng. En la primera etapa de su carrera, Leo estaba interesada en la inmunología, pero después de un encuentro casual con el especialista en enfermedades infecciosas David Allen, comenzó a interesarse más en las enfermedades infecciosas. Fue una de las primeras médicas en formarse en enfermedades infecciosas en Singapur.
En 1992, Leo trabajó como becaria clínica en Los Ángeles, donde más de la mitad de su trabajo eran casos de VIH. Cuando regresó a Singapur, estableció el primer programa de VIH y centro de atención a pacientes del país. Su primera experiencia con enfermedades infecciosas en primera línea fue cuando el virus Nipah infectó Singapur en 1999.
En 2002, Leo fue nombrada consultora senior del Centro Nacional de Enfermedades Infecciosas. Ha liderado en Singapur la lucha contra los brotes del síndrome respiratorio del Oriente Medio (MERS), del virus de la influenza A subtipo H7N9 (gripe aviar) y del dengue. Leo expresó que sus experiencias al lidiar con los problemas del síndrome respiratorio agudo severo (SARS) le habían sido de gran utilidad para enfrentar el COVID-19.
Durante la pandemia de COVID-19, Leo fue citada en la prensa de Singapur recomendando a las personas que no tenían que usar mascarillas si no tenían síntomas de infección respiratoria. Durante los preparativos para la Cumbre Mundial de la Salud organizada por la Comisión Europea y el G20 en mayo de 2021, Leo copresidió el Panel Científico de Alto Nivel del evento.  Desde 2022 forma parte del Panel Asesor Técnico del Fondo Conjunto para Pandemias del Banco Mundial y la Organización Mundial de la Salud.

## Reconocimientos
En 2020, fue nombrada una de las 100 mujeres más inspiradoras del año por la BBC.